# 11935 Olakarlsson
11935 Olakarlsson eller 1993 FB8 är en asteroid i huvudbältet som upptäcktes den 17 mars 1993 av UESAC vid La Silla-observatoriet. Den är uppkallad efter astronomen Ola Karlsson.
Asteroiden har en diameter på ungefär 5 kilometer.